# Irska Premier liga
Irska Premier liga (irs.Príomhroinn Sraith na hÉireann, eng.League of Ireland Premier Division) je elitna liga klubova iz Republike Irske. Uz klubove iz Republike Irske, u ligi sudjeluje i Derry City, koji je teritorijalno u Sjevernoj Irskoj. Liga postoji od 1985. godine. 

## Ustroj lige
Sastoji se od 10 klubova. Prvo mjesto vodi u pretkola Lige prvaka, dok drugo i treće mjesto vode u pretkola Konferencijske lige. Zadnji iz lige ispada u niži rang, dok predzadnji i osmi na tablici igraju majstoricu i koji bude bolji u dvije utakmice ostaje u ligi, dok onaj koji izgubi igra utakmicu s pobjednikom između drugog i trećeg iz Irske prve lige i bori se za ostanak u elitnom društvu. Svaka momčad igra četiri puta sa svakim klubom iz lige, a ukupno se ima za odigrati 36 kola.

## Klubovi sezone 2024.
| Momčad                | Područje  | Izbonik           | Stadion           | Kapacitet | Osnovan |
| --------------------- | --------- | ----------------- | ----------------- | --------- | ------- |
| Bohemians             | Dublin    | Declan Devine     | Dalymount Park    | 4.500     | 1890.   |
| Derry City            | Derry     | Ruaidhrí Higgins  | Brandywell        | 3.700     | 1928.   |
| Drogheda United       | Drogheda  | Kevin Doherty     | United Park       | 3.500     | 1919.   |
| Dundalk               | Dundalk   | Stephen O'Donnell | Oriel Park        | 4.500     | 1903.   |
| Galway United         | Galway    | John Caulfield    | Eamonn Deacy Park | 5.000     | 1937.   |
| Shamrock Rovers       | Dublin    | Stephen Bradley   | Tallaght Stadium  | 10.000    | 1899.   |
| Shelbourne            | Dublin    | Damien Duff       | Tolka Park        | 4.450     | 1895.   |
| Sligo Rovers          | Sligo     | John Russell      | The Showgrounds   | 3.873     | 1928.   |
| St Patrick's Athletic | Dublin    | Jon Daly          | Richmond Park     | 5.340     | 1929.   |
| Waterford             | Waterford | Keith Long        | RSC               | 5.160     | 1930.   |

## Osvajači lige
- 1921./22.  St James's Gate
- 1922./23.  Shamrock Rovers
- 1923./24.  Bohemians
- 1924./25.  Shamrock Rovers
- 1925./26.  Shelbourne
- 1926./27.  Shamrock Rovers
- 1927./28.  Bohemians
- 1928./29.  Shelbourne
- 1929./30.  Bohemians
- 1930./31.  Shelbourne
- 1931./32.  Shamrock Rovers
- 1932./33.  Dundalk
- 1933./34.  Bohemians
- 1934./35.  Dolphins
- 1935./36.  Bohemians
- 1936./37.  Sligo Rovers
- 1937./38.  Shamrock Rovers
- 1938./39.  Shamrock Rovers
- 1939./40.  St James's Gate
- 1940./41.  Cork United
- 1941./42.  Cork United
- 1942./43.  Cork United
- 1943./44.  Shelbourne
- 1944./45.  Cork United
- 1945./46.  Cork United
- 1946./47.  Shelbourne
- 1947./48.  Drumcondra
- 1948./49.  Drumcondra
- 1949./50.  Cork Athletic
- 1950./51.  Cork Athletic
- 1951./52.  St Patrick's Athletic
- 1952./53.  Shelbourne
- 1953./54.  Shamrock Rovers
- 1954./55.  St Patrick's Athletic
- 1955./56.  St Patrick's Athletic
- 1956./57.  Shamrock Rovers
- 1957./58.  Drumcondra
- 1958./59.  Shamrock Rovers
- 1959./60.  Limerick
- 1960./61.  Drumcondra
- 1961./62.  Shelbourne
- 1962./63.  Dundalk
- 1963./64.  Shamrock Rovers
- 1964./65.  Drumcondra
- 1965./66.  Waterford
- 1966./67.  Dundalk
- 1967./68.  Waterford
- 1968./69.  Waterford
- 1969./70.  Waterford
- 1970./71.  Cork Hibernians
- 1971./72.  Waterford
- 1972./73.  Waterford
- 1973./74.  Cork Celtic
- 1974./75.  Bohemians
- 1975./76.  Dundalk
- 1976./77.  Sligo Rovers
- 1977./78.  Bohemians
- 1978./79.  Dundalk
- 1979./80.  Limerick
- 1980./81.  Athlone Town
- 1981./82.  Dundalk
- 1982./83.  Athlone Town
- 1983./84.  Shamrock Rovers
- 1984./85.  Shamrock Rovers
- 1985./86.  Shamrock Rovers
- 1986./87.  Shamrock Rovers
- 1987./88.  Dundalk
- 1988./89.  Derry City
- 1989./90.  St Patrick's Athletic
- 1990./91.  Dundalk
- 1991./92.  Shelbourne
- 1992./93.  Cork City
- 1993./94.  Shamrock Rovers
- 1994./95.  Dundalk
- 1995./96.  St. Patrick's Athletic
- 1996./97.  Derry City
- 1997./98.  St Patrick's Athletic
- 1998./99.  St Patrick's Athletic
- 1999./00. Shelbourne
- 2000./01.  Bohemians
- 2001./02.  Shelbourne
- 2002./03.  Bohemians
- 2003.  Shelbourne
- 2004.  Shelbourne
- 2005.  Cork City
- 2006.  Shelbourne
- 2007.  Drogheda United
- 2008.  Bohemians
- 2009.  Bohemians
- 2010.  Shamrock Rovers
- 2011.  Shamrock Rovers
- 2012.  Sligo Rovers
- 2013.  St Patrick's Athletic
- 2014.  Dundalk
- 2015.  Dundalk
- 2016.  Dundalk
- 2017.  Cork City
- 2018.  Dundalk
- 2019.  Dundalk
- 2020.  Shamrock Rovers
- 2021.  Shamrock Rovers
- 2022.  Shamrock Rovers
- 2023.  Shamrock Rovers

## Po klubovima
| Klub                  | Pobjednici | Godina |
| --------------------- | ---------- | --- |
| Shamrock Rovers       | 21         | 1923., 1925., 1927., 1932., 1938., 1939., 1954., 1957., 1959., 1964., 1984., 1985., 1986., 1987., 1994., 2010., 2011., 2020., 2021., 2022., 2023. |
| Dundalk               | 14         | 1933., 1963., 1967., 1976., 1979., 1982., 1988., 1991., 1995., 2014., 2015., 2016., 2018., 2019.                                                  |
| Shelbourne            | 13         | 1926., 1929., 1931., 1944., 1947., 1953., 1962., 1992., 2000., 2002., 2003., 2004., 2006.                                                         |
| Bohemians             | 11         | 1924., 1928., 1930., 1934., 1936., 1975., 1978., 2001., 2003., 2008., 2009.                                                                       |
| St Patrick's Athletic | 8          | 1952., 1955., 1956., 1990., 1996., 1998., 1999., 2013.                                                                                            |
| Waterford             | 6          | 1966., 1968., 1969., 1970., 1972., 1973. |
| Cork United           | 5          | 1941., 1942., 1943., 1945., 1946. |
| Drumcondra            | 5          | 1948., 1949., 1958., 1961., 1965. |
| Cork City             | 3          | 1993., 2005., 2017. |
| Sligo Rovers          | 3          | 1937., 1977., 2012. |
| St James's Gate       | 2          | 1922., 1940. |
| Cork Athletic         | 2          | 1950., 1951. |
| Limerick              | 2          | 1960., 1980. |
| Athlone Town          | 2          | 1981., 1983. |
| Derry City            | 2          | 1989., 1997. |
| Dolphins              | 1          | 1935. |
| Cork Hibernians       | 1          | 1971. |
| Cork Celtic           | 1          | 1974. |
| Drogheda United       | 1          | 2007. |

## Zabilješke
- ^  Irska liga je osnovana 1921. Liga se 1985. podijelila u dvije divizije, Premier Ligu i Prvu ligu.
- ^  St. Patrick'su su uzeli 15 bodova zbog krivog licenciranja igrača, bez toga bi bili prvaci sezone.
- ^  Shelbourne je izbačen u prvu ligu zbog financijskih razloga.

## Vanjske poveznice
- League of Ireland Official Website
- Extratime.ie